# CellProfiler
CellProfiler é um software livre e de código aberto, projetado para permitir que biólogos sem treinamento em visão computacional ou programação meçam quantitativamente fenótipos de milhares de imagens automaticamente. Algoritmos avançados para análise de imagens estão disponíveis como módulos individuais que podem ser colocados em ordem sequencial para formar uma segmentação; a segmentação é então usada para identificar e medir objetos e características biológicas em imagens, particularmente aquelas obtidas por meio de microscopia de fluorescência.
Distribuições estão disponíveis para Microsoft Windows, macOS e Linux. O código fonte do CellProfiler está disponível gratuitamente. O CellProfiler é desenvolvido pela plataforma de imagens do Broad Institute.

## Características
O CellProfiler pode ler e analisar a maioria dos formatos comuns de imagens de microscopia. Os biólogos normalmente usam o CellProfiler para identificar objetos de interesse (por exemplo, células, colônias, vermes C. elegans) e então medir suas propriedades de interesse. Módulos especializados para correção de iluminação podem ser aplicados como etapa de pré-processamento para remover distorções devido à iluminação irregular. A identificação de objetos (segmentação) é realizada por meio de aprendizado de máquina ou limiar de imagem, reconhecimento e divisão de objetos agrupados e remoção ou fusão de objetos com base no tamanho ou forma.
Uma ampla variedade de medições pode ser gerada para cada célula ou compartimento subcelular identificado, incluindo morfologia, intensidade e textura, entre outros. Essas medições podem ser acessadas por meio de ferramentas de visualização e plotagem de dados integradas, exportando em formato de planilha delimitada por vírgulas ou importando para um banco de dados MySQL ou SQLite.
O CellProfiler interage com as bibliotecas científicas de alto desempenho NumPy e SciPy para muitas operações matemáticas, a biblioteca Bio-Formats do Open Microscopy Environment Consortium para leitura de mais de 100 formatos de arquivo de imagem, ImageJ para uso de plug-ins e macros e ilastik para classificação baseada em pixels. Embora projetado e otimizado para um grande número de imagens bidimensionais (o formato de imagem de triagem de alto conteúdo mais comum), o CellProfiler oferece suporte à análise de experimentos em pequena escala e filmes de lapso de tempo.

## História
O CellProfiler foi lançado em dezembro de 2005 por cientistas do Instituto Whitehead de Pesquisa Biomédica e do Instituto de Tecnologia de Massachusetts. Atualmente é desenvolvido e mantido pelo Cimini Lab na Plataforma de Imagem do Broad Institute.
Originalmente desenvolvido em MATLAB, foi reescrito em Python e lançado como CellProfiler 2.0 em 2010. A versão 3.0, que oferece suporte à análise volumétrica de pilhas de imagens 3D e módulos opcionais de aprendizado profundo, foi lançada em outubro de 2017. O CellProfiler 4.0 foi lançado em setembro de 2020 e se concentrou em melhorias de velocidade, usabilidade e utilidade, com o exemplo mais notável de migração para o Python 3.

## Comunidade
Como o CellProfiler é um projeto gratuito e de código aberto, qualquer pessoa pode desenvolver seus próprios algoritmos de processamento de imagem como um novo módulo para o CellProfiler e contribuir com o projeto. O site CellProfiler contém um fórum de discussão onde novos usuários podem ter suas perguntas respondidas, geralmente pelos criadores do projeto.